# Баш-Елань
Баш-Елань — упразднённый посёлок в Ашинском районе Челябинской области России. На момент упразднения входил в состав Усть-Курышского сельсовета. Исключен из учётных данных в 1982 г.
На современных картах обозначен как урочище Башелань.

## География
Располагался южнее федеральной трассы М5 «Урал», в междуречье ручьев Симгаза и Безымянный, на расстоянии примерно 3 км (по прямой) к северо-западу от поселка Усть-Курышка. 

## История
По данным на 1970 год посёлок входил в состав Укского сельсовета. В поселке размешался лесоучасток.
Исключен из учётных данных решением Челябинского областного Совета народных депутатов от 28.12.1982 года № 606.

## Население
| 1970 | 1977 |
| ---- | ---- |
| 23   | ↘9   |